# Hannah Davis
Hannah Davis (Adelaide, Austrália Meridional, 11 de agosto de 1985) é uma canoísta de velocidade australiana na modalidade de canoagem.

## Carreira
Foi vencedora da medalha de bronze em K-4 500 m em Pequim 2008, junto com as suas colegas de equipa Lisa Oldenhof, Chantal Meek, Lyndsie Fogarty.